# Hocine Bouchache
Hocine Bouchache (en arabe : حسين بوشاش) est un footballeur algérien né le 20 avril 1932, à Philippeville, aujourd'hui Skikda, en Algérie, et mort dans la même ville le 25 octobre 1999.

## Biographie
Débutant au Havre AC, il est promu en séniors en 1957. Le club évolue alors en Division 2. Durant cette saison, il s'imposera comme titulaire dans l'attaque de son équipe avec trente-et-un matchs disputés. Même chose pour la saison suivante, puisqu'il participe en 1958 à dix huit matchs avec Le Havre AC, et l'équipe sera promue en  première division.
La même saison, en 1958-1959, il jouera la finale de la Coupe de France de football 1959, finale dans laquelle il marquera, et Le Havre gagne finalement cette compétition, ce qui lui permet de disputer le Trophée des champions 1959, trophée qu'il remportera avec son équipe et dans lequel il marquera le but de la victoire pour son équipe.
La saison suivante, c'est-à-dire 1959-1960, son club assurera son objectif qui est le maintien en se classant septième. En septembre 1960, Hocine ne jouera que sept matchs avec Le Havre avec quatre buts à son actif avant de s'envoler pour Tunis et ainsi rejoindre en 1961 l'équipe du FLN. Cette dernière représente le  Front de libération nationale, mouvement luttant pour l'indépendance de l'Algérie. Cette équipe non reconnue par les instances internationales du football, a joué de nombreux matchs amicaux.
Dès l'indépendance de l'Algérie en 1962, il retourne chez Le Havre AC vingt matchs durant la dernière saison de sa carrière de footballeur, puisqu'il prend sa retraite en 1963.
Hocine Bouchache est décédé en Algérie en 1999.

## Statistiques détaillées par saison
| Club           | Saison         | Championnat | Championnat | Coupe | Coupe | Total | Total |
| Club           | Saison         | App         | Buts        | App   | Buts  | App   | Buts  |
| -------------- | -------------- | ----------- | ----------- | ----- | ----- | ----- | ----- |
| Le Havre AC    | D2 1957-58     | 31          | 16          | 4     | 2     | 35    | 18    |
| Le Havre AC    | D2 1958-59     | 18          | 10          | 7     | 4     | 25    | 14    |
| Le Havre AC    | D1 1959-60     | 30          | 14          | 5     | 2     | 35    | 16    |
| Le Havre AC    | D1 1960-61     | 7           | 4           | 0     | 0     | 7     | 4     |
| Le Havre AC    | D2 1962-63     | 20          | 6           | 3     | 1     | 23    | 7     |
| Total Carrière | Total Carrière | 106         | 50          | 19    | 9     | 125   | 59    |

## Palmarès
- Vainqueur du Championnat de France de football D2 en 1959.
- Vainqueur de la Coupe de France de football en 1959.
- Vainqueur du Trophée des champions en 1959.